# Gorgonum Chaos
Il Gorgonum Chaos è una struttura geologica della superficie di Marte.